# Brachycentrus lunatus
Brachycentrus lunatus is een schietmot uit de familie Brachycentridae. De soort komt voor in het Nearctisch gebied.